# Préfecture autonome miao et dong de Qiandongnan
La préfecture autonome miao et dong de Qiandongnan (黔东南苗族侗族自治州 ; pinyin : Qiándōngnán miáozú dòngzú Zìzhìzhōu) est une subdivision administrative du sud-est de la province du Guizhou en Chine. Son chef-lieu est la ville de Kaili.

## Subdivisions administratives
La préfecture autonome miao et dong de Qiandongnan exerce sa juridiction sur seize subdivisions - une ville-district et quinze xian :
- la ville de Kaili - 凯里市 Kǎilǐ Shì ;
- le xian de Huangping - 黄平县 Huángpíng Xiàn ;
- le xian de Shibing - 施秉县 Shībǐng Xiàn ;
- le xian de Sansui - 三穗县 Sānsuì Xiàn ;
- le xian de Zhenyuan - 镇远县 Zhènyuǎn Xiàn ;
- le xian de Cengong - 岑巩县 Céngǒng Xiàn ;
- le xian de Tianzhu - 天柱县 Tiānzhù Xiàn ;
- le xian de Jinping - 锦屏县 Jǐnpíng Xiàn ;
- le xian de Jianhe - 剑河县 Jiànhé Xiàn ;
- le xian de Taijiang - 台江县 Táijiāng Xiàn ;
- le xian de Liping - 黎平县 Lípíng Xiàn ;
- le xian de Rongjiang - 榕江县 Róngjiāng Xiàn ;
- le xian de Congjiang - 从江县 Cóngjiāng Xiàn ;
- le xian de Leishan - 雷山县 Léishān Xiàn ;
- le xian de Majiang - 麻江县 Májiāng Xiàn ;
- le xian de Danzhai - 丹寨县 Dānzhài Xiàn.